# Federação de Kickboxing Full-Contact do Estado da Paraíba

## História
A Federação de Kickboxing Full-Contact do Estado da Paraíba é uma das mais antigas organizações de artes marciais e esporte de combate do estado da Paraíba. Fundada em João Pessoa capital, no estado da Paraíba, no dia 10 de novembro de 1990; teve como base quatro associações de artes marciais: Associação Hammerhilt de Full-Contact e Muay Thai, Associação Hammerhilt de Kung Fu e Kickboxing, Associação Delta de Kickboxing e Associação Combat de Kickboxing.
Essas Associações de Kickboxing se reuniram com suas devidas presidências para eleger como presidente da Federação de Kickboxing do Estado da Paraíba, o então Mestre Carlos Roberto Silva 7° Dan de Kickboxing como líder deste esporte no estado. A Associação Hammerhilt que havia se dividido em duas, cedeu à maioria dos lideres para nova Federação.
Até aquele momento, somente atuava na Paraíba a entidade World Association of Kickboxing Organizations[ligação inativa] (W.A.K.O.), trazida a João Pessoa pelo italiano, Mestre Alfredo Apicella  que veio a João Pessoa a convite de Dr. Reinaldo Carvalho do Centro Universitário de João Pessoa - UNIPÊ; o professor Dr. Reinaldo Carvalho entrou em contato com o Mestre Alfredo Apicella que estava na Paraíba para outra designação e neste ínterim foi abordado pelo presidente da Federação de Kickboxing Full-Contact do Estado da Paraíba - F.K.F.E.P., Mestre Carlos Roberto Silva, que conseguiu aprovação e representação da W.A.K.O. para Federação.  
Durante 4 anos a F.K.F.C.E.P. representou unicamente a W.A.K.O., mesmo quando Mestre Alfredo Apicella deixou o Kickboxing brasileiro, ao qual passou a direção da entidade para o Mestre Paulo Zorello assumir a W.A.K.O. no Brasil.
Após o episódio da mudança de liderança da W.A.K.O. no Brasil, a F.K.E.P. então criou um outro departamento de Full-Contact para agregar o pessoal que trabalhava com Mestre Sérgio Batarelli, neste ponto havia duas Confederações no Brasil; uma liderada pelo Mestre Paulo Zorello, a Confederação Brasileira de Kickboxing - C.B.K.B. e outra liderada pelo Mestre Sérgio Batarelli, Confederação Brasileira de Full Contact - Kick Boxing - C.B.F.C.K.B.
Entretanto, tentou-se evitar uma divisão na liderança local da Federação de Kickboxing do Estado da Paraíba (F.K.E.P.); então foi convocada uma reunião em caráter de urgência e mudando-se o nome para Federação de Kickboxing Full-Contact do Estado da Paraíba - F.K.F.C.E.P., isto contribuiu ainda mais para o crescimento deste esporte na Paraíba, pois todos trabalhavam para o esporte sem divergência política.
A Federação de Kickboxing Full-Contact do Estado da Paraíba continua a divulgar e incentivar o Kickboxing na Paraíba, contando com academias em:
- João Pessoa

- Campina Grande

- Mari

- Patos

- Alagoa Grande

- Araçagi

Além das modalidades de Full Contact, Semi Contact, Light Contact, Kata Livre, Self-Defense e Breaking, próprias do Kickboxing Americano, a entidade também apoia o Muay Thai, além das Artes Marciais Mistas - M.M.A. Todo o esporte de combate cujo interesse vem crescendo cada vez mais em todo país. 

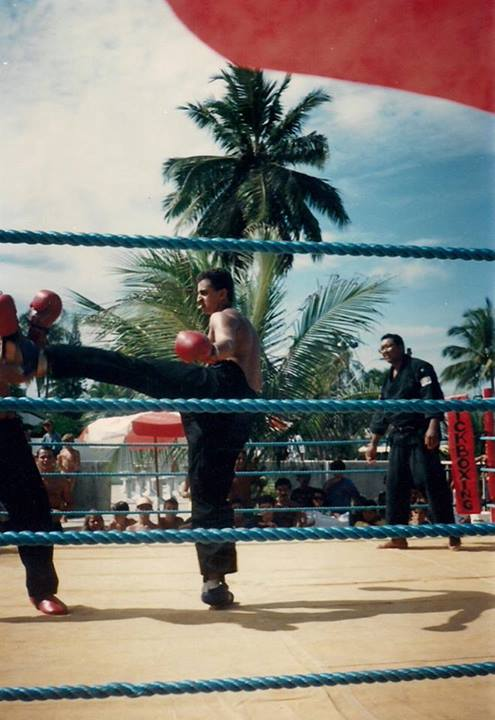
Federação de Kickboxing FulL-Contact do Estado da Paraíba - F.K.B.F.C.E.P.

Em 1996, no estado da Paraíba, apoiado pela F.K.F.C.E.P. foi realizado o 1° Campeonato Brasileiro de Kickboxing no Ginásio do Serviço Social do Comércio SESC, no centro da cidade de João Pessoa, capital. Contando com a participação dos estados do Distrito Federal, São Paulo, Pernambuco, Rio Grande do Norte, Rio de Janeiro, Ceará e Paraíba.
A Federação de Kickboxing Full-Contact do Estado da Paraíba é a entidade oficial para o Kickboxing e esporte de combate para o Estado da Paraíba. Possuem todos os seus membros filiados a International Sport Karate Association - I.S.K.A., e a Confederação Brasileira de Kickboxing Tradicional - C.B.K.B.T.
Com isso, todos os seus membros afiliados fazem parte de uma grande família marcial que vai da Paraíba, passando pela América Latina chegando aos Estados Unidos da América. A F.K.F.C.E.P. fazendo parte da história das artes marciais e esporte de combate do Brasil.

## Datas importantes na história do Kickboxing da F.K.F.C.E.P .
- 1974 – Realizado em 14 de Setembro, o 1º Campeonato Mundial de Karate Full Contact, em Nova Iorque, Madison Square Garden nos Estados Unidos.
- 1990 – Criação da C.B.K.B.T. em João Pessoa na Paraíba, cuja finalidade era promover, ensinar e divulgar o verdadeiro Kickboxing Americano.
- 1994 - Mudança do nome Federação de Kickboxing do Estado da Paraíba com a sigla F.K.E.P., para Federação de Kickboxing Full-Contact do Estado da Paraíba com a sigla F.K.F.C.E.P.
- 1996 – Pela 1ª vez o Campeonato Brasileiro de Kickboxing é realizado no estado da Paraíba, no Ginásio do Serviço Social do Comércio SESC, na cidade de João Pessoa.
- 1996 – Grandmaster Carlos Roberto Silva chega nos Estados Unidos buscando as organizações de Kickboxing para se unir e trazer o esporte exatamente como era ensinado para o Brasil.
- 2013 - Em julho, a 1ª equipe brasileira participou pela primeira vez de um torneio nos Estados Unidos, no US Open ISKA na Disney World, em Orlando, Florida.